# تورایغیر
تورایغیر (به قزاقی: Toraigyr) یک دریاچه در قزاقستان است که در رشته‌کوه بایانائول واقع شده‌است.